# Come Back the Sun
Come Back the Sun è un singolo del cantante italiano Zucchero Fornaciari pubblicato nel 1992 dall'etichetta Polydor, ed estratto dall'album Miserere.

## Il brano
Prodotto da Corrado Rustici, il brano è la versione inglese della canzone Ridammi il sole. La musica è stata scritta da Zucchero, mentre il testo da Paul Buchanan. Il genere si discosta parzialmente dal blues su cui l'album Miserere, da cui è stato estratto, è imperniato.

## Tracce

### CD Singolo
- COD: Polydor 864 820-2

1. Come Back the Sun – 4:37 (testo: Paul Buchanan – musica: Zucchero)
2. Miserere (feat. Luciano Pavarotti) – 4:50 (testo: Bono – musica: Zucchero)

### CD Maxi
- COD: London Records 864 825-2

1. Come Back the Sun – 4:37 (testo: Paul Buchanan – musica: Zucchero)
2. Miserere (feat. Luciano Pavarotti) – 4:50 (testo: Bono – musica: Zucchero)
3. Senza una donna (Without a Woman) – 4:30 (testo: Zucchero, F. Musker – musica: Zucchero)
4. Diamante – 5:51 (testo: Francesco De Gregori, F. Musker – musica: Zucchero, M. Saggese, M. Vergnaghi)

## Il video
- Ridammi il sole, su YouTube.

## Classifiche
| Classifica (1993) | Posizione massima |
| ----------------- | ----------------- |
| Polonia           | 28                |